# 1340年代
1340年代（せんさんびゃくよんじゅうねんだい）は、西暦（ユリウス暦）1340年から1349年までの10年間を指す十年紀。

## できごと

### 1346年
- クレシーの戦い（百年戦争）。

### 1347年
- 1347年 〜　黒死病のヨーロッパでの流行。

### 1348年
- 四條畷の戦い。